# 8548 Sumizihara
8548 Sumizihara eller 1994 ER3 är en asteroid i huvudbältet som upptäcktes den 14 mars 1994 av de båda japanska astronomerna Kazuro Watanabe och Kin Endate vid Kitami-observatoriet. Den är uppkallad efter Sumizi Hara.
Asteroiden har en diameter på ungefär 5 kilometer.